# بوروویانه (استان اوپوله)
بوروویانه (به لهستانی: Borowiany) یک منطقهٔ مسکونی در لهستان است که در گمینا زنبوویتسه واقع شده‌است. بوروویانه ۱۴۰ نفر جمعیت دارد.